# Clay County (Texas)
Das Clay County ist ein County im Bundesstaat Texas der Vereinigten Staaten. Das U.S. Census Bureau hat bei der Volkszählung 2020 eine Einwohnerzahl von 10.218 ermittelt. Der Sitz der County-Verwaltung (County Seat) befindet sich in Henrietta.

## Geographie
Das County liegt nördlich des geographischen Zentrums von Texas, an der Grenze zu Oklahoma und hat eine Fläche von 2891 Quadratkilometern, wovon 48 Quadratkilometer Wasserfläche sind. Es grenzt im Uhrzeigersinn an folgende Countys: Cotton County und Jefferson County, beide in Oklahoma, Montague County, Jack County, Archer County und Wichita County.

## Geschichte
Clay County wurde am 24. Dezember 1857 aus Teilen des Cooke County gebildet und die Verwaltungsorganisation im Jahr 1861 abgeschlossen. Nach einer vorübergehenden Auflösung des Countys im folgenden Jahr wurde es am 27. Mai 1873 erneut gebildet. Benannt wurde es nach Henry Clay, einem Staatsmann aus Kentucky und 9. Außenminister der Vereinigten Staaten.
Zu den ersten Europäern, die dieses Land betraten, gehören wohl 1759 Diego Ortiz Parrilla auf seinem Weg zu dem spanischen Fort im Montague County, 1786 und 1787 Pedro Vial und José Maresq auf der Suche nach einem Weg von San Antonio nach Santa Fe in New Mexico. Die ersten Siedler kamen um 1850 und siedelten an einem südlichen Seitenarm des Wichita Rivers, etwa 3 km vom heutigen Henrietta entfernt.
1861, zu Beginn des Amerikanischen Bürgerkriegs, lebten hier nur wenige Menschen in diesem von Indianern beherrschten Gebiet, in Henrietta nur zehn Familien. Die meisten Siedler verließen das Gebiet und kehrten erst nach dem Ende des Bürgerkriegs zurück, als Fort Sill gebaut wurde. 1882 wurde die Fort Worth and Denver Railway fertiggestellt, die durch das County führte, bis nach Henrietta. Mit dem Fortschritt der Bauarbeiten stieg die Einwohnerzahl von einigen Hundert im Jahr 1870 auf über 5000 im Jahr 1880. In diesem Jahr gab es im County bereits 635 Farmen und über 58.000 Rinder. 1887 bekam Henrietta einen weiteren Eisenbahnanschluss in Richtung Missouri und Kansas, was die Bevölkerung auf über 17.000 in 1910 ansteigen ließ. Haupteinnahmequellen waren der Anbau von Baumwolle, Weizen und die Rinderzucht.
Mit Beginn der Großen Depression begann die Landflucht und die Bevölkerung sank von 16.800 auf 8079 im Jahr 1970. Erst die Ansiedlung von Klein- und Leichtindustrie in den 70er und 80er Jahren führte zu einer Trendwende.
Zwei Bauwerke des Countys sind im National Register of Historic Places (NRHP) eingetragen (Stand 19. Oktober 2018), das Clay County Courthouse and Jail und die State Highway 79 Bridge at the Red River.

## Demografische Daten
Nach der Volkszählung im Jahr 2000 lebten im Clay County 11.006 Menschen in 4.323 Haushalten und 3.181 Familien. Die Bevölkerungsdichte betrug 4 Einwohner pro Quadratkilometer. Ethnisch betrachtet setzte sich die Bevölkerung zusammen aus 95,35 Prozent Weißen, 0,42 Prozent Afroamerikanern, 1,03 Prozent amerikanischen Ureinwohnern, 0,10 Prozent Asiaten, 0,01 Prozent Bewohnern aus dem pazifischen Inselraum und 1,68 Prozent aus anderen ethnischen Gruppen; 1,42 Prozent stammten von zwei oder mehr Ethnien ab. 3,67 Prozent der Einwohner waren spanischer oder lateinamerikanischer Abstammung.
Von den 4.323 Haushalten hatten 30,7 Prozent Kinder oder Jugendliche, die mit ihnen zusammen lebten. 63,2 Prozent waren verheiratete, zusammenlebende Paare 7,3 Prozent waren allein erziehende Mütter und 26,4 Prozent waren keine Familien. 23,5 Prozent waren Singlehaushalte und in 11,8 Prozent lebten Menschen im Alter von 65 Jahren oder darüber. Die durchschnittliche Haushaltsgröße betrug 2,52 und die durchschnittliche Familiengröße betrug 2,98 Personen.
24,9 Prozent der Bevölkerung war unter 18 Jahre alt, 6,8 Prozent zwischen 18 und 24, 26,4 Prozent zwischen 25 und 44, 25,9 Prozent zwischen 45 und 64 und 16,1 Prozent waren 65 Jahre alt oder älter. Das Medianalter betrug 40 Jahre. Auf 100 weibliche Personen kamen 94 männliche Personen und auf 100 Frauen im Alter von 18 Jahren oder darüber kamen 93,1 Männer.
Das jährliche Durchschnittseinkommen eines Haushalts betrug 35.738 USD, das Durchschnittseinkommen einer Familie betrug 41.514 USD. Männer hatten ein Durchschnittseinkommen von 28.914 USD, Frauen 20.975 USD. Das Prokopfeinkommen betrug 16.361 USD. 8,1 Prozent der Familien und 10,3 Prozent der Einwohner lebten unterhalb der Armutsgrenze.

## Orte im County
- Bellevue
- Bluegrove
- Buffalo Springs
- Byers
- Charlie
- Dean
- Deer Creek
- Dickworsham
- Henrietta
- Hurnville
- Jolly
- Joy
- Newport
- Petrolia
- Shannon
- Stanfield
- Thornberry
- Vashti